# Антемиол
Антемиол (умро око 471. н.е.) је био син западноримског цара Антемија – 467-472. године,) и царице Марције Еуфемије, кћери источноримског цара Маркијана . 
Његово име значи "мали Антемије" и умањеница је његовог и очевог имена Антемије, како би се обоје разликовали.

Његов живот је познат само из Хроника Галика из 511 . Отац га је послао у Галију са моћном војском, у пратњи тројице генерала — Торисарија, Евердинга и Хермијана — како би се супротставио Визиготима који су тада окупирали Провансу и претили да ће освојити Ауверњу . Њега и његове генерале поразио је визиготски краљ Еурик код Арла и сва четворица су изгубила животе. Хроника, у запису 649, каже:
Антимиолус а патре Антхемио императоре цум Тхорисарио, Евердинго ет Хермиано цом. стабули Арелате дирецтус ест, куибус рек Еурицус транс Рходанум оццуррит оццисискуе дуцибус омниа ваставит

 Антимола је његов отац, цар Антемије, послао у Арл, са Торисаријем, Евердингом и Херманијем, долази [или цомитес ] стабули : краљ Еурик их је дочекао на супротној страни Роне и, убивши војводе, све је опустошио. 
Према Хроници, овај догађај пада између Еурикове сукцесије (467) и рата између Антемија и Рицимера (471—472). Вероватно се може даље сузити на период када је познато да је цар Антемије организовао заједнички напор да уклони Визиготе из Галије између 468. и 471. године, периода током којег је војска предвођена Британцем Риотамусом поражена код Деолса. Није немогуће да је Антемиолова војска послата да појача Риотамуса и да је Еурик поразио обе снаге заузврат, вероватно 470. или 471. године.